# 슈링크플레이션
슈링크플레이션(영어: shrinkflation, grocery shrink ray, deflation, package downsizing)은 경제학에서 품목의 크기나 양이 줄어들거나 때로는 품질이 재구성되거나 낮아지는 반면 가격은 동일하거나 증가하는 과정이다. 디플레이션(deflation) 또는 패키지 다운사이징(package downsizing)이라고도 한다. 이 단어는 수축, 즉 슈링크(shrink)와 인플레이션(inflation)이라는 단어의 합성어이다. 현재의 의미로 "슈링크플레이션"이라는 용어를 처음 사용한 것은 경제학자 피파 맘그렌(Pippa Malmgren)이다. 그러나 동일한 용어는 이전에 역사가 브라이언 도미트로비치(Brian Domitrovic)가 높은 인플레이션을 겪고 있는 동시에 위축되는 경제를 지칭하기 위해 사용한 적이 있었다.
슈링크플레이션을 통해 기업은 판매량을 유지하면서 비용을 절감함으로써 영업이익률과 수익성을 높일 수 있으며, 인플레이션에 맞춰 가격을 인상하는 대신에 종종 사용된다. 소비자보호 단체는 이러한 관행에 비판적이다.

## 경제적 정의
슈링크플레이션은 판매되는 품목의 무게나 크기가 감소하여 발생하는 무게나 부피 단위당 상품의 일반적인 가격 수준이 상승하는 것이다. 포장된 제품 한 개에 대한 가격이 동일하거나 동일하거나 높아질 수도 있다. 이는 때때로 소비자 물가지수 또는 소매 물가 지수와 같은 인플레이션 측정에 영향을 미치지 않는다. 즉, 소매 상품 및 서비스 바구니의 비용이 증가하지 않을 수 있지만 물가 수준 및 인플레이션에 대한 많은 지표는 수량 단위와 연결된다. 또는 제품 무게로 인해 수축 인플레이션은 통계적으로 표현되는 인플레이션 수치에도 영향을 미친다.

## 소비자 영향
소비자 옹호자들은 슈링크플레이션이 "스텔스"(stealth, 아무도 몰래 일을 저지름)에 의해 제품 가치를 감소시키는 효과가 있기 때문에 비판적이다. 팩(pack) 크기의 감소는 일반 소비자가 즉시 알 수 없을 정도로 충분히 작다. 가격이 변하지 않는다는 것은 소비자에게 더 높은 단가가 있다는 사실을 알리지 않는다는 것을 의미한다. 이러한 관행은 소비자가 정보에 입각한 구매 선택을 하는 능력에 부정적인 영향을 미친다. 소비자들은 포장 크기 감소보다 가격 상승에 더 큰 저항을 받는 것으로 나타났다. 공급업체와 소매업체는 고객에게 솔직하게 대응해야 한다. 경영학 교수인 라툴라 차크라보르티(Ratula Chakraborty)에 따르면, 포장 크기가 줄어들면 쇼핑객에게 이를 알릴 법적 의무가 있어야 한다. 기업에서는 "적을수록 좋다"는 메시지를 통해 제품 축소에 대한 관심을 딴 데로 돌린다. 예를 들어 더 적은 양의 포장으로 인한 건강상의 이점이나 적은 포장으로 인한 환경적 이점을 주장한다.
그러나 2023년부터 프랑스 식료품 체인 까르푸는 고객에게 이러한 관행에 대해 경고하기 시작했다.

## 스킴플레이션
2021년 10월, 플래닛 머니의 NPR의 그레드 로살스키(Greg Rosalsky)는 호텔이 좀 더 빈약한 아침 식사를 제공하거나 하우스키핑 빈도를 줄이는 등 가격을 일정하게 유지하면서 서비스 품질이 저하되는 것을 지칭하기 위해 스킴플레이션(skimpflation)이라는 용어를 제안했다. 2023년 가디언 머니(Guardian Money)는 마요네즈 브랜드가 계란 노른자 9%에서 계란 6%, 계란 노른자 1.5%로 변경되는 등 영국 슈퍼마켓 식품의 여러 성분 변경을 스킴플레이션의 예로 설명했다.

## 같이 보기
- 구매력
- 디플레이션